# Pterolophia rondoniana
Pterolophia rondoniana är en skalbaggsart som beskrevs av Stefan von Breuning 1963. Pterolophia rondoniana ingår i släktet Pterolophia och familjen långhorningar.
Artens utbredningsområde är Laos. Inga underarter finns listade i Catalogue of Life.